# Edward Charles Beddows
Edward Charles Beddows, britanski general, * 1886, † 1958.